# Andy Delmore
Andrew J. „Andy“ Delmore (* 26. Dezember 1976 in LaSalle, Ontario) ist ein ehemaliger kanadischer Eishockeyspieler und derzeitiger -trainer, der im Verlauf seiner aktiven Karriere zwischen 1993 und 2012 unter anderem 303 Spiele für die Philadelphia Flyers, Nashville Predators und Buffalo Sabres in der National Hockey League (NHL) auf der Position des Verteidigers bestritten hat. Darüber hinaus verbrachte Delmore drei Spielzeiten bei den Adler Mannheim und Hamburg Freezers in der Deutschen Eishockey Liga (DEL).

## Karriere
Delmore begann seine Karriere bei den North Bay Centennials und Sarnia Sting in der kanadischen Juniorenliga Ontario Hockey League (OHL), bevor der Verteidiger im Sommer 1997 als ungedrafteter Free Agent von den Philadelphia Flyers aus der National Hockey League (NHL) verpflichtet wurde.
Seine ersten NHL-Einsätze für die Flyers absolvierte der Rechtsschütze in der Saison 1998/99, die meiste Zeit kam er jedoch bei den Philadelphia Phantoms, dem Farmteam der Flyers, in der American Hockey League (AHL) zum Einsatz. Gegen Ende seiner Zeit in Philadelphia wurde Delmore zum Stammspieler, diesen Status behielt er auch bei seinem folgenden Engagement bei den Nashville Predators. Eine weitere NHL-Station Delmores waren die Buffalo Sabres, die ihn am 9. März 2004 zu den Boston Bruins transferierten. Diese wiederum tauschten Delmore noch am selben Tag zusammen mit Curtis Brown gegen Jeff Jillson und einen Neuntrunden-Draftpick mit den San Jose Sharks, wo er wegen des Lockouts in der NHL-Spielzeit 2004/05 ebenfalls nicht zum Einsatz kam.
Während des Lockouts spielte der Kanadier für die Adler Mannheim in der Deutschen Eishockey Liga (DEL). Für die Spielzeit 2005/06 unterschrieb Delmore einen Vertrag bei den Detroit Red Wings, doch auch dort kam der Defensivspieler nicht zum Einsatz und wurde noch im Oktober zu den Columbus Blue Jackets transferiert, die ihn die meiste Zeit bei den Syracuse Crunch in der AHL einsetzten. In der Spielzeit 2005/06 wurde Andy Delmore mit dem Eddie Shore Award als bester Verteidiger der AHL ausgezeichnet. In der AHL-Saison 2006/07 spielte der Kanadier sowohl für die Springfield Falcons als auch für die Chicago Wolves, die zur Organisation der Tampa Bay Lightning gehörten.
Zur Spielzeit 2007/08 kehrte Delmore nach Deutschland zurück und unterzeichnete er einen Zweijahresvertrag bei den Hamburg Freezers. Nach zwei Jahren wechselte er wieder nach Nordamerika und unterschrieb einen Vertrag bei den Detroit Red Wings, die ihn im Farmteam Grand Rapids Griffins einsetzten. Im März 2010 gaben die Red Wings seine Rechte an die Calgary Flames ab und Delmore spielte die Saison bei den Abbotsford Heat zu Ende. Zur Saison 2010/11 wurde Delmore von Lørenskog IK aus der norwegischen GET-ligaen verpflichtet. Die folgende Spielzeit begann der Verteidiger mit einem Engagement beim kroatischen Hauptstadtklub KHL Medveščak Zagreb in der österreichischen Erste Bank Eishockey Liga (EBEL), bei denen Delmore in der Funktion des Assistenzkapitäns aktiv war. Im Dezember 2011 wurde er schließlich vom italienischen Erstligisten Ritten Sport bis zum Saisonende unter Vertrag genommen. Anschließend folgten kurze Engagements bei den Graz 99ers, erneut in Ritten und bei deren Ligarivalen HC Bozen, ehe der 36-Jährige seine aktive Karriere im Sommer 2013 beendete.
Danach erhielt Delmore zur Saison 2013/14 eine Anstellung als Assistenztrainer bei den Sarnia Sting in der OHL. Dieses Amt bekleidete er zwei Jahre. Nachdem er die Spielzeit 2015/16 als Assistenztrainer an der University of Windsor verbracht hatte, war der Kanadier von 2016 bis 2020 als Assistenztrainer bei den Toledo Walleye aus der ECHL beschäftigt. Nach einer einjährigen Pause bedingt durch die COVID-19-Pandemie arbeitete er zwischen Sommer 2021 und seinem Rücktritt im November 2023 als Assistent bei den Windsor Spitfires in der OHL. Im Verlauf der Saison 2023/24 kehrte er bis zum Ende der Spielzeit an die University of Windsor zurück.

## Erfolge und Auszeichnungen
| - 1994 J.-Ross-Robertson-Cup-Gewinn mit den North Bay Centennials - 1997 OHL First All-Star Team - 1998 Calder-Cup-Gewinn mit den Philadelphia Phantoms - 2005 Teilnahme am DEL All-Star Game | - 2006 Teilnahme am AHL All-Star Classic - 2006 Eddie Shore Award - 2006 AHL First All-Star Team - 2009 Teilnahme am DEL All-Star Game |

## Karrierestatistik
(Legende zur Spielerstatistik: Sp oder GP = absolvierte Spiele; T oder G = erzielte Tore; V oder A = erzielte Assists; Pkt oder Pts = erzielte Scorerpunkte; SM oder PIM = erhaltene Strafminuten; +/− = Plus/Minus-Bilanz; PP = erzielte Überzahltore; SH = erzielte Unterzahltore; GW = erzielte Siegtore; 1 Play-downs/Relegation; Kursiv: Statistik nicht vollständig)